# 櫻社
櫻社是台灣日治時代位在台中州能高郡埔里街（現南投縣埔里鎮）的傳統詩社，由陳占峰、邱榮習在昭和11年（1936年）創立，附設漢文研究會，教授詩文。昭和12年（1937年），舉辦創立一週年紀念聯吟會。